# Longepi woodman
Longepi woodman là một loài nhện trong họ Lamponidae. Loài này được phát hiện ở phía nam của Australië.